# Голиково (городской округ Клин)
Го́ликово — деревня в городском округе Клин Московской области России. 
Население — 68 чел. (2010).

## География
Деревня расположена в центральной части района, примерно в 7 км к северо-востоку от райцентра Клин, на безымянном ручье, у истоков безымянного ручья, левого притока реки Лутосни (правый приток Сестры), высота центра над уровнем моря 186 м. Ближайшие населённые пункты — Максимково и Опалево на севере и Напругово на юге.

## История
До 2006 года деревня Голиково входила в состав Новощаповского сельского округа.
Входила в состав сельского поселения Зубовское до его ликвидации в 2017 году. 

## Население
| 2002 | 2006 | 2010 |
| ---- | ---- | ---- |
| 66   | ↘51  | ↗68  |